# Malpa kapucínská
Malpa kapucínská (Cebus capucinus) je nevelká opice z čeledi ploskonosých opic malpovitých (Cebidae). Obývá tropické deštné lesy v Jižní a Střední Americe.

## Popis
Svůj druhový název získala podle kapucínských mnichů, jejichž kutny připomíná žluté zbarvení malpy kapucínské na hrdle, hlavě a ramennou, které kontrastuje s černě zbarveným zbytkem těla. Na temeni hlavy se občas objevuje černý proužek srsti připomínající tvar písmena V. Malpa kapucínská měří na délku kolem 48 cm, přičemž dospělý samec zřídka přesáhne hmotnost 6 kg, samice váží obvykle mezi 4 až 5 kg. Chápavý ocas je až 55 cm dlouhý. Samci jsou výrazně větší než samice, která svou výškou připomíná menší lilek.
Žije ve skupinách tvořených 2 až 20 kusy, vedenými jedním dominantním samcem a samicí. Jsou to denní primáti, kteří většinu času tráví na stromech, kde se živí zvláště listy, různými plody, květy, stonky a bobulemi. Samice rodí po 157–167denní březosti jedno mládě. Nejvíce porodů probíhá mezi prosincem a dubnem. Mládě je plně odstaveno ve věku dvanácti měsíců a pohlavní dospělosti dosahuje ve věku mezi druhým až třetím rokem života. V přírodě se obvykle dožívá 15–17 let, v zajetí to může být i téměř o deset let více, mohou se tudíž dožít věku až 30 let.